# KNVB-Pokal 1964/65
Der KNVB-Pokal 1964/65 war die 47. Auflage des niederländischen Fußball-Pokalwettbewerbs. Pokalsieger wurde Feijenoord Rotterdam. Das Team setzte sich im Finale gegen Go Ahead Deventer durch. Da Feijenoord als Meister bereits für den Europapokal der Landesmeister qualifiziert war, nahm der unterlegene Finalist am Europapokal der Pokalsieger teil.

## Modus
Alle Begegnungen wurden in einem Spiel ausgetragen. Bei unentschiedenem Ausgang wurde zur Ermittlung des Siegers eine Verlängerung von maximal 7½ Minuten gespielt. Stand danach kein Sieger fest, folgte ein Elfmeterschießen. Dabei führte jedes Team die fünf Elfmeter nacheinander aus. Stand es im Finale nach regulärer Spielzeit und anschließender Verlängerung unentschieden, wurde das Spiel wiederholt.

## 1. Runde
Teilnehmer: Alle 16 Mannschaften der Eredivisie, alle 16 Mannschaften aus der Eerste Divisie und alle 31 Mannschaften aus der Tweede Divisie.
| Datum      |                     | Ergebnis              |                      |
| ---------- | ------------------- | --------------------- | -------------------- |
| 04.10.1964 | AGOVV Apeldoorn     | 2:3                   | VV Veendam           |
| 04.10.1964 | ADO Den Haag        | 5:0                   | PEC Zwolle           |
| 04.10.1964 | HVV Tubantia        | 1:5                   | NAC Breda            |
| 04.10.1964 | HVC Amersfoort      | 1:2                   | Heracles Almelo      |
| 04.10.1964 | VV Zwartemeer       | 0:2                   | SC Telstar 1963      |
| 04.10.1964 | Fortuna Vlaardingen | 1:0 n. V.             | Fortuna ’54 Geleen   |
| 04.10.1964 | Excelsior Rotterdam | 1:1 n. V. (5:1 i. E.) | HFC Haarlem          |
| 04.10.1964 | WVV Wageningen      | 2:0                   | MVV Maastricht       |
| 04.10.1964 | Vitesse Arnheim     | 2:3                   | PSV Eindhoven        |
| 04.10.1964 | SV Zwolsche Boys    | 0:2                   | VVV-Venlo            |
| 04.10.1964 | RVKK Wilhelmina     | 0:3                   | Sportclub Enschede   |
| 04.10.1964 | FC Hilversum        | 2:1                   | VV Alkmaar ʼ54       |
| 04.10.1964 | SC Cambuur          | 0:1                   | GVAV Rapiditas       |
| 04.10.1964 | Dordrechtsche FC    | 1:3                   | Holland Sport        |
| 04.10.1964 | Zaanlandsche FC     | 0:2                   | Velox Utrecht        |
| 04.10.1964 | VV Heerenveen       | 4:1                   | Willem II Tilburg    |
| 04.10.1964 | Enschedese Boys     | 3:0                   | HVV 't Gooi          |
| 04.10.1964 | RC Heemstede        | 2:0                   | Ajax Amsterdam       |
| 04.10.1964 | RFC Xerxes          | 1:2 n. V.             | AVV De Volewijckers  |
| 04.10.1964 | BV De Graafschap    | 0:4                   | Go Ahead Deventer    |
| 04.10.1964 | FC Zaanstreek       | 1:2                   | Feijenoord Rotterdam |
| 04.10.1964 | TSV NOAD            | 3:1                   | DOS Utrecht          |
| 04.10.1964 | TSV LONGA           | 2:3 n. V.             | Blauw Wit Amsterdam  |
| 04.10.1964 | SVV Schiedam        | 3:0                   | RBC Roosendaal       |
| 04.10.1964 | NEC Nijmegen        | 1:2 n. V.             | Haarlemse FC EDO     |
| 04.10.1964 | VV Elinkwijk        | 1:0                   | BVV Den Bosch        |
| 04.10.1964 | SV Limburgia        | 1:0                   | Sparta Rotterdam     |
| 04.10.1964 | Roda JC Kerkrade    | 3:0                   | VV Eindhoven         |
| 04.10.1964 | RKSV Helmondia '55  | 3:4                   | RKSV Volendam        |
| 04.10.1964 | VV Baronie          | 0:3                   | RKSV Sittardia       |
| 04.10.1964 | DHC Delft           | 2:1                   | Hermes DVS           |
|            | DWS Amsterdam       | Freilos               |                      |

## 2. Runde
| Datum      |                     | Ergebnis              |                      |
| ---------- | ------------------- | --------------------- | -------------------- |
| 06.12.1964 | RKSV Sittardia      | 3:0                   | PSV Eindhoven        |
| 06.12.1964 | FC Hilversum        | 3:0                   | Excelsior Rotterdam  |
| 06.12.1964 | NAC Breda           | 1:0 n. V.             | SC Telstar 1963      |
| 06.12.1964 | Holland Sport       | 1:0                   | DWS Amsterdam        |
| 06.12.1964 | Go Ahead Deventer   | 3:1                   | GVAV Rapiditas       |
| 06.12.1964 | VV Veendam          | 2:1                   | Fortuna Vlaardingen  |
| 06.12.1964 | Velox Utrecht       | 2:1                   | Sportclub Enschede   |
| 06.12.1964 | VVV-Venlo           | 1:2                   | Roda JC Kerkrade     |
| 06.12.1964 | SVV Schiedam        | 4:2                   | ADO Den Haag         |
| 06.12.1964 | VV Heerenveen       | 0:2                   | RC Heemstede         |
| 06.12.1964 | RKSV Volendam       | 2:3                   | DHC Delft            |
| 06.12.1964 | Blauw Wit Amsterdam | 4:2                   | Heracles Almelo      |
| 06.12.1964 | Haarlemse FC EDO    | 1:3                   | Feijenoord Rotterdam |
| 06.12.1964 | WVV Wageningen      | 2:1                   | AVV De Volewijckers  |
| 09.02.1965 | VV Elinkwijk        | 1:1 n. V. (4:5 i. E.) | Enschedese Boys      |
| 17.02.1965 | SV Limburgia        | 1:2                   | TSV NOAD             |

## 3. Runde
| Datum      |                      | Ergebnis              |                     |
| ---------- | -------------------- | --------------------- | ------------------- |
| 28.02.1965 | Go Ahead Deventer    | 3:0                   | Roda JC Kerkrade    |
| 28.02.1965 | DHC Delft            | 1:1 n. V. (5:0 i. E.) | RKSV Sittardia      |
| 28.02.1965 | RC Heemstede         | 1:2                   | FC Hilversum        |
| 28.02.1965 | Feijenoord Rotterdam | 4:0                   | VV Veendam          |
| 28.02.1965 | Velox Utrecht        | 0:3                   | SVV Schiedam        |
| 28.02.1965 | Holland Sport        | 3:0                   | TSV NOAD            |
| 28.02.1965 | NAC Breda            | 1:0                   | Blauw Wit Amsterdam |
| 28.02.1965 | WVV Wageningen       | 1:2 n. V.             | Enschedese Boys     |

## Viertelfinale
| Datum      |                 | Ergebnis              |                      |
| ---------- | --------------- | --------------------- | -------------------- |
| 16.05.1965 | FC Hilversum    | 1:2 n. V.             | Feijenoord Rotterdam |
| 16.05.1965 | SVV Schiedam    | 0:0 n. V. (8:9 i. E.) | Go Ahead Deventer    |
| 16.05.1965 | Enschedese Boys | 1:2                   | NAC Breda            |
| 16.05.1965 | Holland Sport   | 2:5                   | DHC Delft            |

## Halbfinale
| Datum      |                      | Ergebnis |           |
| ---------- | -------------------- | -------- | --------- |
| 22.05.1965 | Feijenoord Rotterdam | 3:1      | DHC Delft |
| 23.05.1965 | Go Ahead Deventer    | 2:1      | NAC Breda |

## Finale
| Feijenoord Rotterdam                          | Feijenoord Rotterdam | Fortuna ’54 Geleen | Fortuna ’54 Geleen |
| --------------------------------------------- | --- | --- | ------------------ |
| Feijenoord Rotterdam                          | \| 29. Mai 1965 in Stadion Feijenoord, Rotterdam \| \| Ergebnis: 1:0 (0:0) \| \| Zuschauer: 31.000 \| \| Schiedsrichter: Henk Gennissen \| \| Spielbericht \|                                              | \| 29. Mai 1965 in Stadion Feijenoord, Rotterdam \| \| Ergebnis: 1:0 (0:0) \| \| Zuschauer: 31.000 \| \| Schiedsrichter: Henk Gennissen \| \| Spielbericht \|                                                    | Fortuna ’54 Geleen |
| Feijenoord Rotterdam                          | Eddy Pieters Graafland – Guus Haak, Hans Kraay sr., Cor Veldhoen, Piet Romeijn, Hans Venneker – Thijs Libregts, Frans Bouwmeester – Gerard Bergholtz, Henk Groot, Piet Kruiver. Cheftrainer: Wilhelm Kment | Nico van Zoghel – Henk Kanselaar, Henk Warnas, Rolf Thiemann, Gerard Somer, Joop Butter – Anton Goedhart, Egbert-Jan ter Mors, Wietse Veenstra – Gerrit Niehaus, Chris Lefering. Cheftrainer: František Fadrhonc | Fortuna ’54 Geleen |
| Feijenoord Rotterdam                          | 1:0 Frans Bouwmeester sr. (88.) | | Fortuna ’54 Geleen |
| 29. Mai 1965 in Stadion Feijenoord, Rotterdam | | |                    |
| Ergebnis: 1:0 (0:0)                           | | |                    |
| Zuschauer: 31.000                             | | |                    |
| Schiedsrichter: Henk Gennissen                | | |                    |
| Spielbericht                                  | | |                    |